# 馬國鳳
馬國鳳（Kuo-Fong Ma，1963年—），台灣知名地震學家，全球地震模型組織會員，現任台灣地震科學中心首席科學家，中央研究院地球科學研究所特聘研究員，國立中央大學地球科學系教授，地震災害鏈風險評估及管理研究中心主任，主要專業領域為地震學、震源力學。知名貢獻為首度觀測到大型地震斷層的滑移帶厚度、量化計算生成地震的能量，發表均向地震研究。

## 生平
1963年生於宜蘭縣蘇澳鎮，1985年國立中央大學地球物理系（今地球科學系）畢業，1987年取得國立台灣大學海洋研究所地球物理組碩士，1993年，取得加州理工學院的地質與行星科學系博士學位。
曾任中央研究院地球科學研究所助理研究員，國立中央大學教授，地球科學研究推動中心主任。
現任職於中央研究院地球科學研究所特聘研究員、中央大學地震災害練風險評估管理與研究中心主任、台灣地震科學研究中心首席科學家。

## 簡介
馬國鳳宜蘭人，就讀於蘭陽女中、國立中央大學地球物理系，台灣大學海洋研究所，畢業後赴美國加州理工學院取得博士學位，為台灣知名地震學家。主要專業領域為地震學、震源力學，知名貢獻為首度觀測到大型地震斷層的滑移帶厚度、量化計算生成地震的能量，發表均向地震研究等。
馬國鳳從小就非常喜歡數學，在大四修研地震學時，課堂上教授的波動方程式是指引她一頭栽入地震學研究的契機，自此立志成為地震學家。1993年返回台灣任教於母校國立中央大學至今，並醉心於深愛的研究工作。1999年台灣集集地震的發生，更促使馬國鳳加深將所學所用回饋大眾的志向，將自己的地震學專業投入到防災減震上。
馬國鳳教授現為台灣地震科學中心首席科學家、中央研究院地球科學研究所特聘研究員、國立中央大學地球科學系教授，地震災害鏈風險評估及管理研究中心主任、全球地震模型組織會員。她獲得了多項國家獎項，包括國科會傑出研究獎、教育部國家獎學術獎(2007年)。中華民國十大傑出女青年（2000年）、第4屆台灣傑出女科學家獎（2011年）、第17屆國家講座（2013年）、2019年美國地球物理學會會士（2019年）。
馬國鳳於2017年創立地震災害鏈風險評估及管理研究中心，致力於地震災害風險評估研究，目標科學研究實用化，將學術成果應用至相關產業界，降低地震災害損失。

## 研究與貢獻

###### 2004年：首次觀測到大型地震斷層的滑移帶厚度，將生成地震的能量量化
921大地震後，馬國鳳參與「台灣車籠埔斷層深井鑽探計畫」，獲得國際大陸科學鑽探計劃支持，與台、美、日、德四國學者跨國合作，鑽取斷層帶的岩芯試樣以研究九二一大地震的成因與生成機制，發現地震具有重複性，以及斷層滑移帶的厚度會是地震能量的重要參數。馬國鳳利用研究，計算出921大地震的斷層滑移帶厚度與能量分布，此研究成果刊載於《自然》雜誌。

###### 2012年：發表「均向地震」研究，發現地下水也可能引發地震
馬國鳳的研究指出，在車籠埔斷層錯動時，巨大作用力把斷層面磨成極細的不透水斷層泥，造成地下水無法向上，只能繼續累積在下方，液壓不斷增加，最後將積水區周圍的岩石「瞬間撐裂」出二至五公分的裂縫，才引發了微地震。2012 年，馬國鳳將此種類地震命名為「均向地震」（Isotropic Events），將成果研究刊載於在《科學》雜誌。
同年，馬國鳳與團隊利用井下地震儀，發現了岩層中地下水可能引發地震的證據。

###### 2015年：參與的「臺灣地震模型」團隊發表「未來30年臺灣孕震構造之發震機率圖」
馬國鳳領軍的臺灣地震模型（英語：Taiwan Earthquake Model）團隊，發表了以台灣近30年來地質及地震科學的所彙整的研究成果「未來30年臺灣孕震構造之發震機率圖」，並呼籲政府作為防災參考。

###### 2018年：於國立中央大學成立地震災害鏈風險評估及管理研究中心(E-DREaM)
馬國鳳獲教育部高等教育深耕計畫補助，於國立中央大學成立地震災害鏈風險評估及管理研究中心(E-DREaM)，此中心將作為地震科學界及相關產業界中的橋梁，定期提供符合產業界需求之最新的地震風險評估產出。

## 獲獎紀錄
- 中華民國十大傑出女青年（2000年）
- 國科會傑出研究獎（2001年）
- 國立中央大學講座教授
- 教育部學術獎（2007年）[9]
- 台灣傑出女科學家獎（2011年）https://www.youtube.com/watch?v=ncOvFMX6dCQ （页面存档备份，存于） [10]
- 第17屆國家講座（2013年）[11]
- 2019年美國地球物理學會會士（2019年）[12]

## 外部連結
- 深究車籠埔斷層──馬國鳳 （页面存档备份，存于），《科學人》91期，2009年9月
- 馬國鳳實驗室網頁 （页面存档备份，存于）
- 投身地震研究的新女性─馬國鳳[]。中央大學電子報
- 台灣九二一地震研究登上Nature-從「台灣車籠埔斷層鑽井計畫」看大地震之滑移帶與能量[永久]。行政院國家科學委員會
- 台灣車籠埔鑽井整合型計畫 （页面存档备份，存于）
- 台灣車籠埔斷層鑽井成果　登上國際頂尖期刊《Nature》
- 水壓誘發地震　馬國鳳教授成果登上《Science》 （页面存档备份，存于）
- 透視地震的科學家 馬國鳳 （页面存档备份，存于）
- 以震為鏡（一）：聽聽看 地震科學是什麼？ （页面存档备份，存于）